# Teo Otto

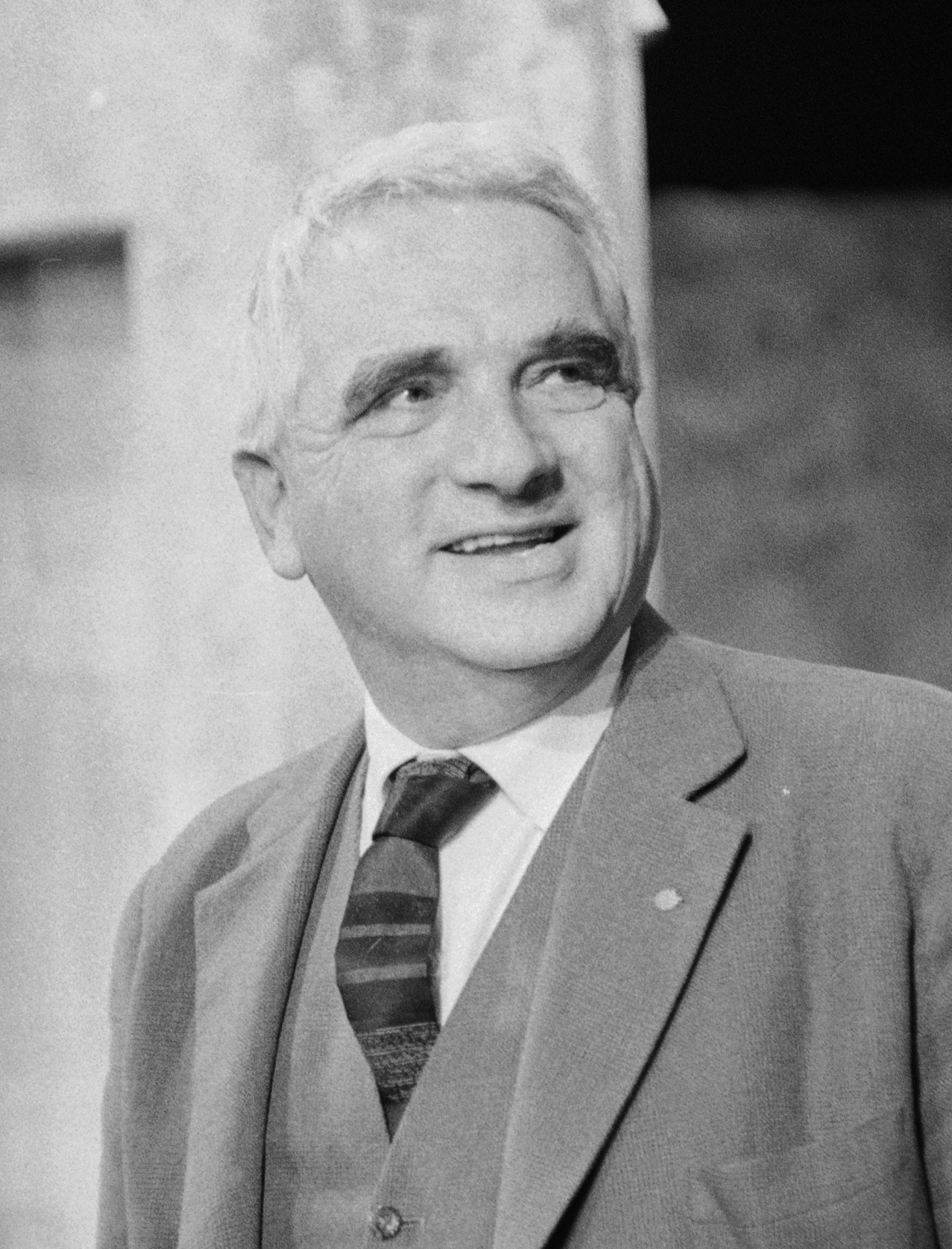
Teo Otto

Teo Otto (Remscheid, 4 febbraio 1904 – Francoforte sul Meno, 9 giugno 1968) è stato un pittore e scenografo tedesco.

## Biografia

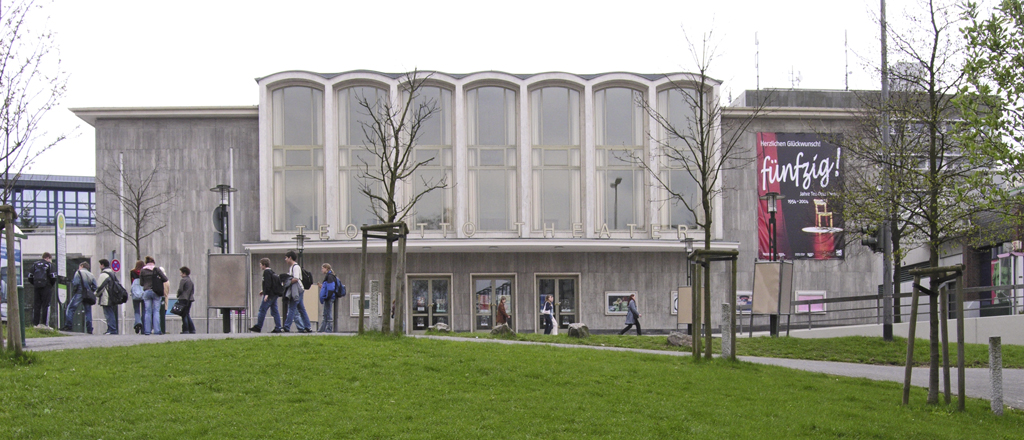
Teatro Teo Otto, Remscheid

Teo Otto nacque a Remscheid, in Renania il 4 febbraio 1904.
Allievo del pittore Ewald Dülberg, esordì come scenografo nel 1924 a Kassel, perfezionandosi poi a Parigi, Weimar, Berlino (1924-1933), dove collaborò con registi d'avanguardia come Fehling, partecipando alle iniziative più moderniste, ed espose con la "Sezession".
Nel 1933 emigrò a Zurigo (Schauspielhaus), dove realizzò complessivamente più di ottocento produzioni; legato al Berliner Ensemble, dopo la seconda guerra mondiale lavorò in tutta Europa e in America, pur restando fedele al palcoscenico zurighese, facendo della sintesi la base della sua espressione. Una scena vuota, sapientemente illuminata, in cui si materializzano elementi variamente allusivi: il carro "didascalico" per l'opera di Bertolt Brecht Madre Coraggio e i suoi figli (1949), le superfici specchianti di Graf Oederland di Max Frisch (1950), La visita della vecchia signora di Friedrich Dürrenmatt,, i simboli surrealisti di Faust II. Collaborò inoltre con Giorgio Strehler (1958), per L'opera da tre soldi di Brecht al Piccolo Teatro di Milano e con Vittorio Gassman (1959), per Eschilo a Siracusa.
Dotato di grande originalità, ma mai stravagante, Otto fu capace di esprimere da ogni testo l'idea che a lui sembrò fondamentale, e renderla visivamente con grande concentrazione e semplicità, valendosi di pochi elementi suggestivi di enorme carica simbolica entro uno spazio in gran parte nudo.
La varietà delle sue soluzioni tecniche e stilistiche fu sorprendente, ma non compromise la sua profonda unità di linguaggio.
Presentò le sue idee in numerosi volumi, tra i quali La mia scena (Meine Szene).